# Pogonatum campylocarpon
Pogonatum campylocarpon är en bladmossart som beskrevs av Mitten 1869. Pogonatum campylocarpon ingår i släktet grävlingmossor, och familjen Polytrichaceae. Inga underarter finns listade i Catalogue of Life.